# BusinessObjects
 (juin 2014).
Business Objects est une ancienne entreprise française du secteur informatique. 
Elle a fait l'objet en 2008 d'une OPA amicale réussie (offre à 42 euros par action valorisant l'achat à environ 4,8 milliards d'euros) par le groupe allemand SAP.

## Histoire
- 1990 : Création de l'entreprise par Bernard Liautaud et Denis Payre - inventeur et auteur initial Jean-Michel Cambot
- 1991 : Première version appelée Skipper SQL (et tournant sous DOS)
- 1992 : Skipper SQL devient BusinessObjects
- 1994 : Business Objects est le premier éditeur européen à être coté au Nasdaq
- 2003 : Rachat de Crystal Decisions
- 2005 : Rachat de SRC Software (outil de planification financière) pour 100 millions de dollars américains
- 2007 : Rachat de Cartesis en juin
- 2008 : SAP rachète Business Objects par OPA amicale

## Présentation

### Métiers
Business Objects était un éditeur de logiciels ou progiciels dans le domaine de l'intelligence économique, comme le benchmarking (en français, étalonnage), le reporting, les entrepôts de données, l'ETL et le data mining. 
C'était un éditeur international de logiciels d'informatique décisionnelle (ou business intelligence) principalement connu pour son outil de construction de requêtes et de rapports d'analyse ou tableaux de bord qui utilise des univers, des vues métier sur les entrepôts de données.
Les principaux concurrents de Business Objects étaient Cognos, et Brio (en).
En 2005, Oracle s'est positionné sur le marché du décisionnel, alors qu'auparavant elle collaborait avec Business Objects sur ce marché. Aussi, depuis Business Objects se tourne vers l'éditeur MySQL AB et le monde du logiciel libre ou d'autres fournisseurs comme Teradata pour ses solutions bases de données.

### Produits
Les produits vendus par BO étaient BO XI, SAP Crystal Reports, SAP Crystal Reports Dashboard Design, OLAP Analyse, WebI, SAP BO LiveOffice.
SAP Crystal Reports (anciennement Crystal Reports) permet la création de rapports pré-formatés. Il s’agit d’un outil d’aide à l’analyse et d’interprétation de l’information, et permet donc de créer des rapports simples sur la base de Requête Bex créée via le Bex Query Designer pour les informations provenant de BW mais aussi de diverses autres sources telles que Access/Excel, composant Java, OLAP, Outlook, fichiers plats, XML et Services Web, univers, etc. 
SAP Crystal Reports Dashboard Design (anciennement Xcelsius) permet la création de rapports de type dashboard : au niveau des fonctionnalités, Xcelsius propose la mise à disposition de modèles types (bibliothèques de modèles), et d’un outil de développement permettant de créer de nouveaux modèles permet d’aller plus vite dans la création. Ainsi, on va trouver des modèles de graphiques, boutons, mise en forme de tableaux qui seront utiles pour créer un standard dans l’entreprise. L’utilisation de ces modèles et la restitution en format WEB permet à l’utilisateur d'accroître son expérience sur l’outil BI proposé.
OLAP Analyse SAP a choisi de développer en collaboration avec BO un nouvel outil d’analyse OLAP, sorte de nouveau Query Designer. Le projet étant pour le moment connu sous le nom de Pioneer. Pioneer vise en fait à remplacer Voyager côté BO, le BEX Web Analyzer et le Bex Excel Analyzer côté SAP ; tout en sachant que le Query Designer restera un outil central de l’offre SAP Netweaver BI.
WebI Cette application permet aux utilisateurs, à travers des environnements prédéfinis, de créer leur rapport et tableaux de bord de façon autonome. Ainsi, dans le cas d’un chef de produit marque, on va créer un environnement « marketing » (appelé BO univers) dans lequel seront à sa disposition différents objets liés à la fonction marketing. Le chef de produit pourra alors déplacer les objets de telle sorte qu’il va lui-même créer son rapport.
SAP BO LiveOffice SAP a développé ce logiciel qui se comporte comme un plugin Excel 2010 pour pouvoir se connecter à SAP BusinessObjects BI 4.0 (et suivants).
Ces différents produits ont été adaptés en collaboration avec SAP pour s'appuyer sur l'outil SAP Netweaver BI.

### Historique des versions
- 1994 : BusinessObjects 3.0
- 1996 : BusinessObjects 4.0
- 1999 : BusinessObjects 5
- 2003 : BusinessObjects 6
- 2005 : BusinessObjects Enterprise XI
- 2008 : BusinessObjects Enterprise XI R3
- 2011 : SAP BusinessObjects BI 4.0
- 2013 : SAP BusinessObjects BI 4.1
- 2015 : SAP BusinessObjects BI 4.2
- 2020 : SAP BusinessObjects BI 4.3
- 2024 : SAP BusinessObjects 2024 (nom de code)

### Sources
- Historique des versions de Business Objects
- SAP BusinessObjects – La suite décisionnelle de SAP